# Sakktáblalepke
A sakktáblalepke (Melanargia galathea) a rovarok (Insecta) osztályának lepkék (Lepidoptera) rendjébe, ezen belül a tarkalepkefélék (Nymphalidae) családjába tartozó faj.

## Előfordulása
A sakktáblalepke elterjedési területe Európa, Ázsia egyes részei és Észak-Afrika.

## Alfajai
A szakértők a következő 5 alfajt különböztetik meg:
- Melanargia galathea galathea (Linnaeus, 1758) - Európa, az Urál déli része
- Melanargia galathea donsa Fruhstorfer, 1916 - Kaukázus
- Melanargia galathea lucasi (Rambur, 1858) - Észak-Afrika
- Melanargia galathea satnia Fruhstorfer, 1917 (= njurdzhan Sheljuzhko) - Kaukázus
- Melanargia galathea tenebrosa Fruhstorfer, 1917

## Megjelenése

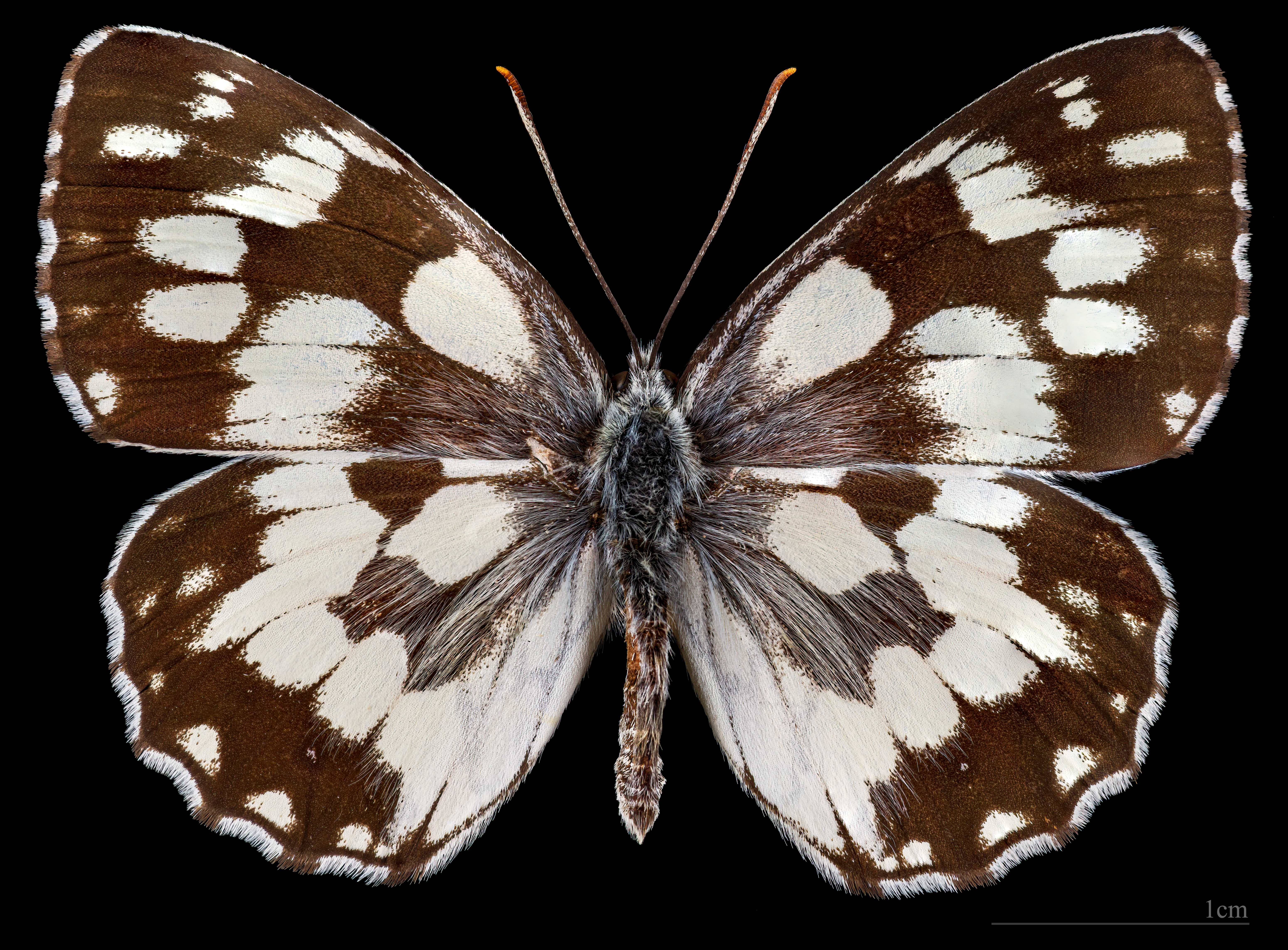
♂
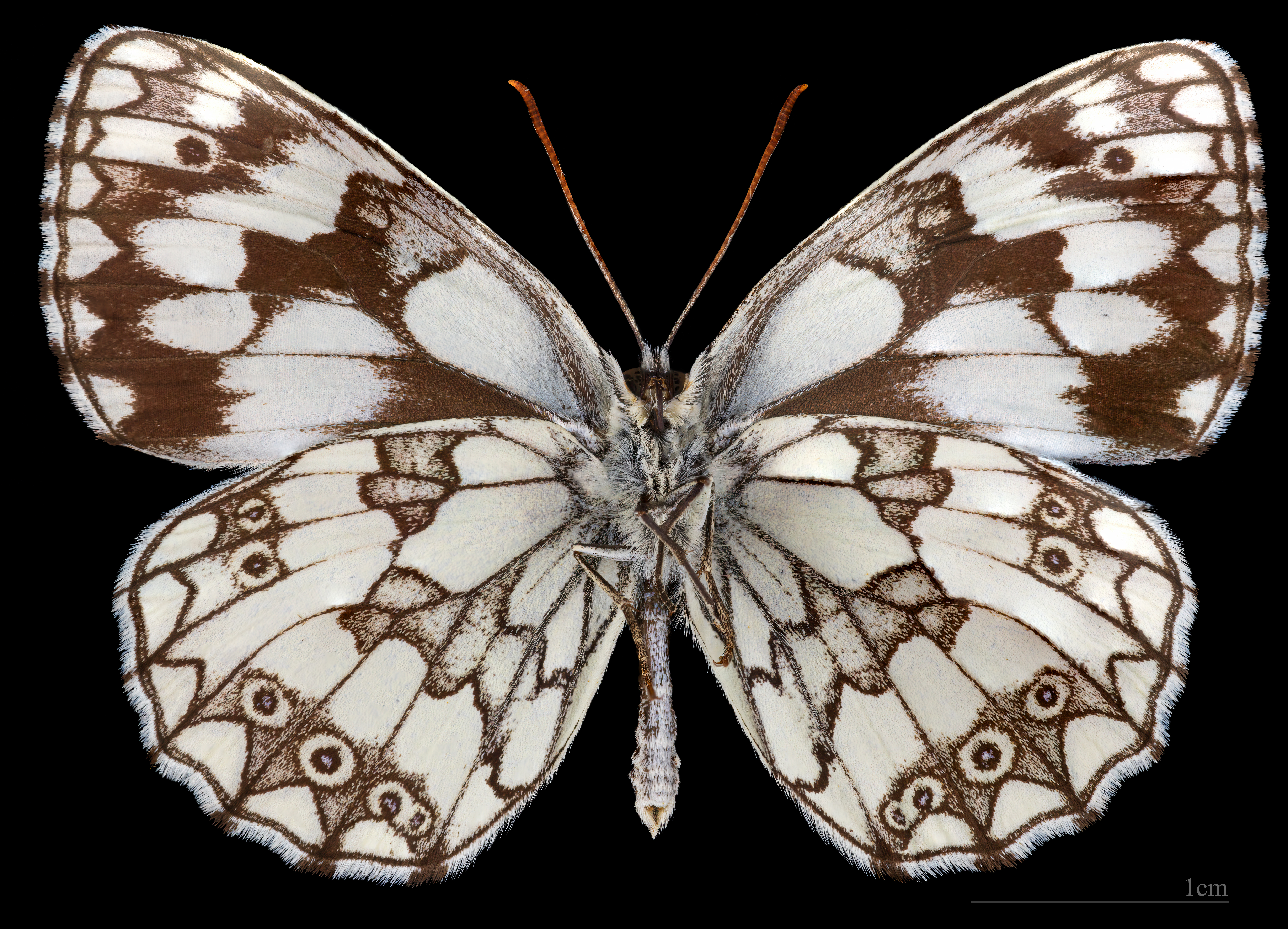
♂ △
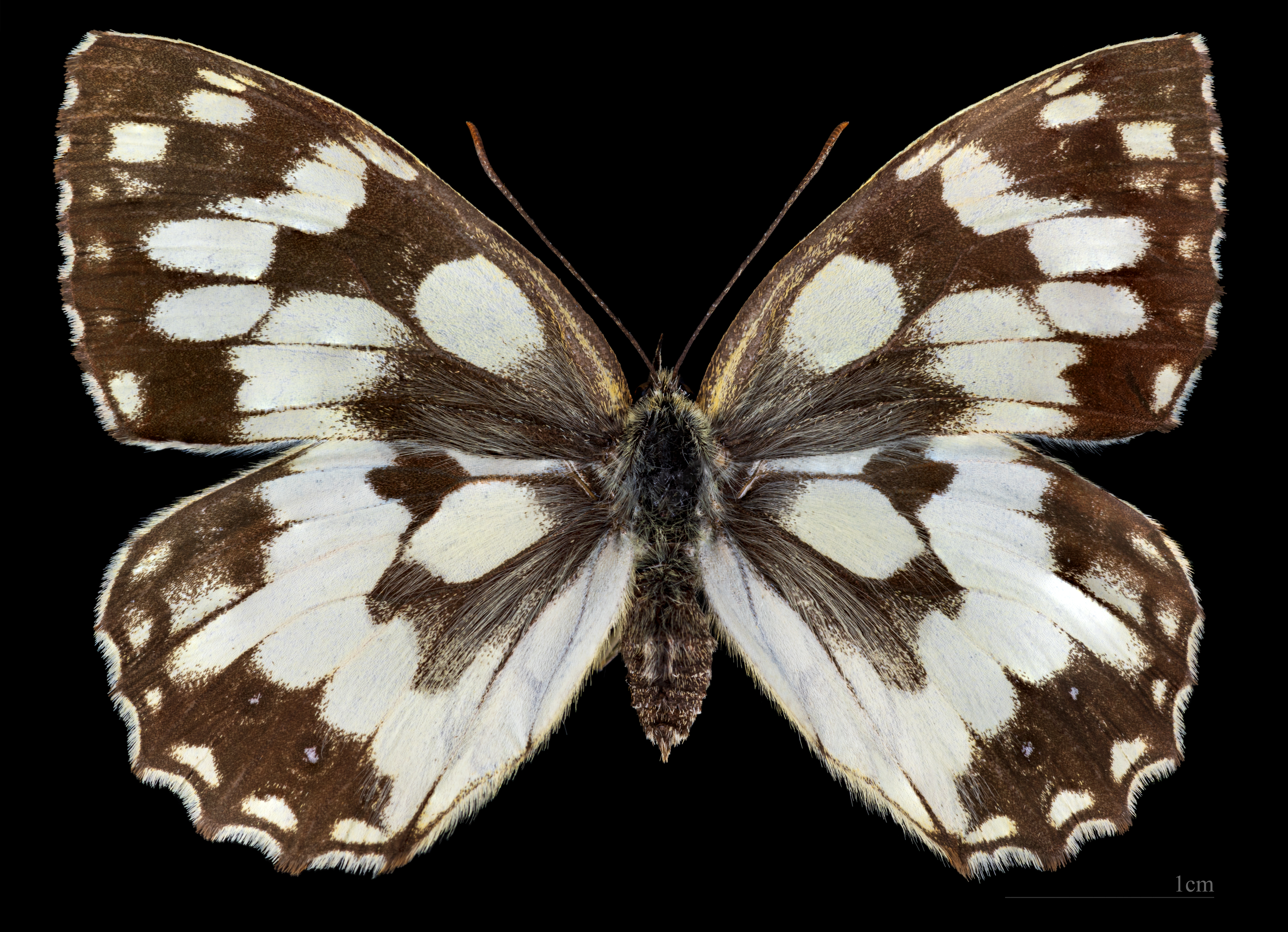
♀
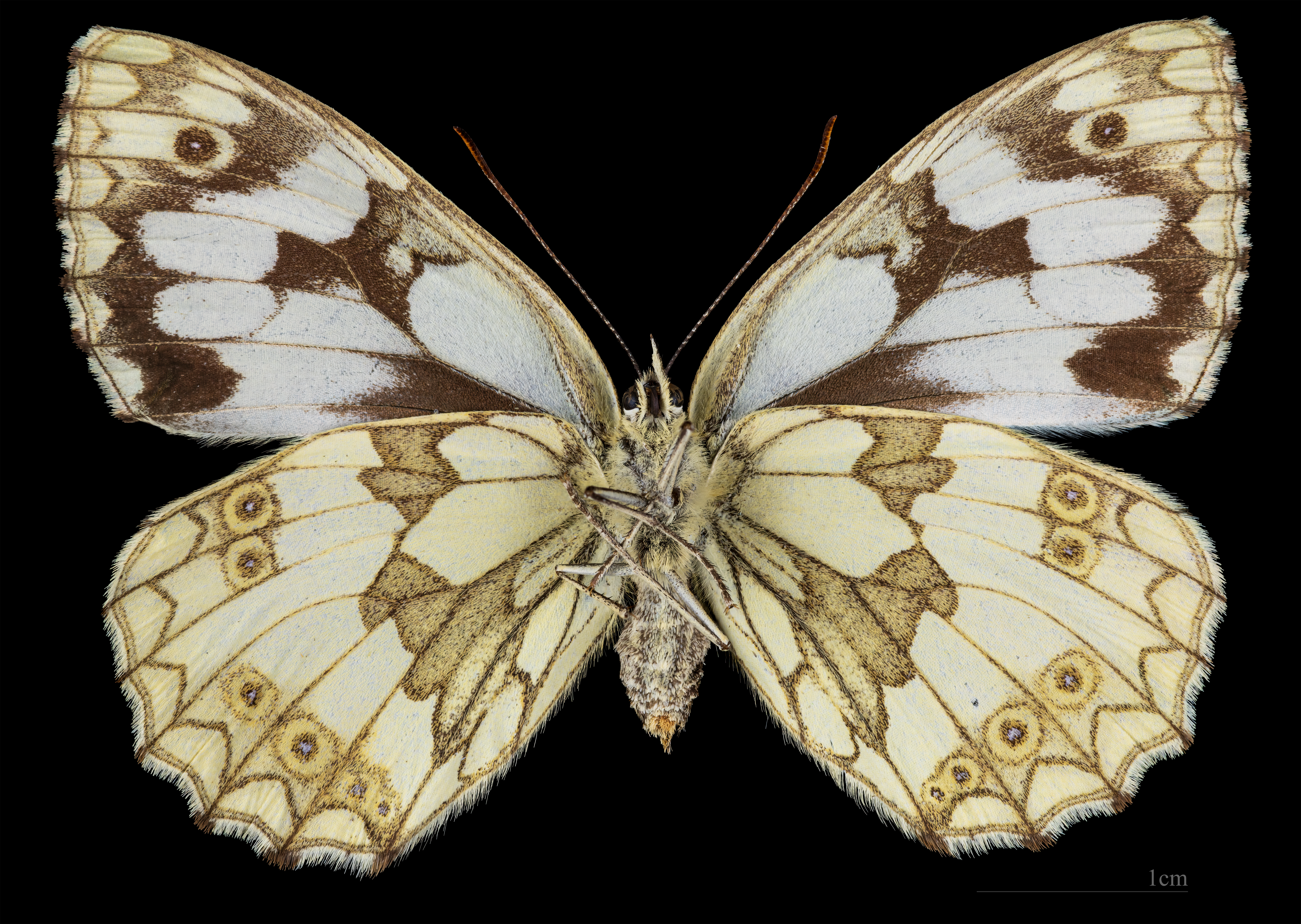
♀ △

Ennek a lepkének az elülső szárnya 2,6-3,2 centiméter. Mindkét szárnypár felső oldalán fehér alapon sakktáblaszerűen nagy, szögletes, fekete foltok vannak. A nőstény szárnyainak fonákja a hímmel ellentétben világosabb, sárgás bemosódással. Az elülső szárny szegélyere a tövén felfújt.

## Életmódja
A sakktáblalepke száraz lejtők, erdei rétek, tisztások, sík- és a dombvidékek lakója, de a hegységekben is megtalálható, 2000 méteres tengerszint feletti magasságig. A lepke különféle füvekkel táplálkozik.

## Szaporodása
A lepkének egyetlen nemzedéke van, amely júniustól ősz elejéig látható.